# Mo Bicep
Mohamed Lemhadi (Breda, 1990) is een Nederlandse vlogger en ondernemer. Lemhadi is beter bekend onder het pseudoniem Mo Bicep, waarin hij verwijst naar zijn getrainde biceps. Overigens bestaat het woord "bicep" niet als enkelvoud van biceps. Mo Bicep is uitgegroeid tot een van de grootste Nederlandse fitness-influencers met ruim een miljoen volgers op Instagram. Op 24 juni 2025 is bekend geworden dat hij door de FIOD is opgepakt op verdenking van witwassen en er beslag is gelegd op zijn villa in Breda.

## Biografie
Lemhadi werd in Hoge Vucht in Breda geboren als zoon uit een Marokkaans gastarbeidersgezin uit Oujda. Zijn vader kwam in 1969 met dertig andere Marokkanen naar Breda om te werken in een conservenfabriek.
Lemhadi volgde het VMBO aan De Rotonde in Breda, maar heeft deze nooit afgerond.
In 2012 woog Lemhadi 107 kilogram. In december van dat jaar begon hij met sporten en een gezondere levenswijze. Vanaf 2016 deelde hij sportfilmpjes van zijn oefeningen op Instagram. Naar eigen zeggen keken 150.000 mensen binnen anderhalve dag naar zijn eerste vlog. Volgens een artikel van BN De Stem in 2018 volgden bijna 100.000 mensen zijn transformatie op Instagram.
Naast vloggen verkoopt Lemhadi voedingssupplementen via het bedrijf MB Nutrition, waar hij mede-eigenaar van is. Daarnaast heeft hij onder meer een eigen kledinglijn. Tot 2018 had hij samen met een andere partner een autobedrijf.
In juni 2020 kwam Lemhadi in het nieuws doordat Dave Roelvink zijn Lamborghini total loss had gereden.
Op zijn YouTube-account plaatste hij ook enkele muziekclips.
Op 19 januari 2021 werd Lemhadi door de Autoriteit Consument & Markt (ACM) gedwongen te stoppen met het gebruik van nepvolgers en neplikes. De ACM heeft vastgesteld dat zijn bedrijf Bicep Papa tegen betaling neplikes en nepvolgers heeft gebruikt om zijn producten, zoals voedingssupplementen, te promoten op Instagram. Volgens het onderzoek van de ACM heeft Bicep Papa over de periode september 2018 tot en met augustus 2020 98.000 volgers en 27.000 likes gekocht. De dwangsom voor het bedrijf Bicep Papa van Lemhadi voor het misleiden van consumenten via neplikes en nepvolgers kan oplopen tot 100.000 euro.
In 2022 komt Lemhadi met een kookboek, dat volgens dagblad Trouw vooral de eigen preparaten van Mo Bicep aanprijst.